# Грінленд (Арканзас)
Грінленд (англ. Greenland) — місто (англ. city) в США, в окрузі Вашингтон штату Арканзас. Населення — 1213 особи (2020).

## Географія
Грінленд розташований на висоті 381 метр над рівнем моря за координатами 36°0′17″ пн. ш. 94°11′5″ зх. д. / 36.00472° пн. ш. 94.18472° зх. д. (36.004698, -94.184801).  За даними Бюро перепису населення США в 2010 році місто мало площу 7,62 км², з яких 7,56 км² — суходіл та 0,06 км² — водойми. В 2017 році площа становила 9,19 км², з яких 9,12 км² — суходіл та 0,08 км² — водойми.

## Демографія
Згідно з переписом 2010 року, у місті мешкало 1259 осіб у 452 домогосподарствах у складі 336 родин. Густота населення становила 165 осіб/км².  Було 496 помешкань (65/км²). 
Расовий склад населення:
| - 93,4 % — білих - 1,7 % — корінних американців - 1,4 % — чорних або афроамериканців - 0,6 % — азіатів - 1,0 % — осіб інших рас |

До двох чи більше рас належало 1,8 %. Іспаномовні складали 3,3 % від усіх жителів.
За віковим діапазоном населення розподілялося таким чином: 29,1 % — особи молодші 18 років, 62,2 % — особи у віці 18—64 років, 8,7 % — особи у віці 65 років та старші. Медіана віку мешканця становила 32,7 року. На 100 осіб жіночої статі у місті припадало 97,3 чоловіків;  на 100 жінок у віці від 18 років та старших — 97,6 чоловіків також старших 18 років.
Середній дохід на одне домашнє господарство  становив 61 001 долар США (медіана — 55 521), а середній дохід на одну сім'ю — 68 657 доларів (медіана — 65 368). Медіана доходів становила 40 985 доларів для чоловіків та 36 711 долар для жінок. За межею бідності перебувало 10,6 % осіб, у тому числі 16,0 % дітей у віці до 18 років та 5,2 % осіб у віці 65 років та старших.
Цивільне працевлаштоване населення становило 733 особи. Основні галузі зайнятості: освіта, охорона здоров'я та соціальна допомога — 22,8 %, науковці, спеціалісти, менеджери — 15,8 %, виробництво — 13,5 %, роздрібна торгівля — 13,1 %.
За даними перепису населення 2000 року в Грінленді мешкало 907 осіб, 259 сімей, налічувалося 335 домашніх господарств і 361 житловий будинок. Середня густота населення становила близько 128 осіб на один квадратний кілометр. Расовий склад Грінленда за даними перепису розподілився таким чином: 95,48% білих, 1,10% — чорних або афроамериканців, 1,21% — корінних американців, 0,44% — азіатів, 1,21% — представників змішаних рас, 0,55% — інших народів. Іспаномовні склали 2,21% від усіх жителів міста.
З 335 домашніх господарств в 38,8% — виховували дітей віком до 18 років, 61,2% представляли собою подружні пари, які спільно проживали, в 12,2% сімей жінки проживали без чоловіків, 22,4% не мали сімей. 19,1% від загального числа сімей на момент перепису жили самостійно, при цьому 7,5% склали самотні літні люди у віці 65 років та старше. Середній розмір домашнього господарства склав 2,71 особи, а середній розмір родини — 3,08 особи.
Населення міста за віковою діапазону за даними перепису 2000 року розподілилося таким чином: 28,6% — жителі молодше 18 років, 8,3% — між 18 і 24 роками, 31,2% — від 25 до 44 років, 21,7% — від 45 до 64 років і 10,3% — у віці 65 років та старше. Середній вік мешканця склав 35 років. На кожні 100 жінок в Грінленді припадало 98,5 чоловіків, у віці від 18 років та старше — 94 чоловіки також старше 18 років.
Середній дохід на одне домашнє господарство в місті склав 39 643 долара США, а середній дохід на одну сім'ю — 41 875 доларів. При цьому чоловіки мали середній дохід в 28 750 доларів США на рік проти 21 750 доларів середньорічного доходу у жінок. Дохід на душу населення в місті склав 16 127 доларів на рік. 6,9% від усього числа сімей в місті і 7,3% від усієї чисельності населення перебувало на момент перепису населення за межею бідності, при цьому 5,2% з них були молодші 18 років і 8,3% — у віці 65 років та старше.